# Thomas Sykora
Pour les articles homonymes, voir Sykora.
Thomas Sykora, né le 18 mai 1968 à Tulln, est un ancien skieur alpin autrichien.

## Palmarès

### Jeux olympiques
- Jeux olympiques d'hiver de 1998 à Nagano ( Japon) :
  - Médaille de bronze en Slalom

### Coupe du monde
- Meilleur classement au Général : 8e en 1997.
- Vainqueur du classement du Slalom en 1997 et 1998.
- 9 victoires en course (9 en Slalom)
- 21 Podiums

#### Saison par saison
- 1996 :
  - Slalom : 2 victoires (Kitzbühel ( Autriche), Kvitfjell ( Norvège))
- 1997 :
  - Slalom : 5 victoires (Park City ( États-Unis), Madonna di Campiglio ( Italie), Kranjska Gora ( Slovénie), Chamonix ( France), Wengen ( Suisse))
- 1998 :
  - Slalom : 2 victoires (Kranjska Gora ( Slovénie), Kitzbühel ( Autriche))

### Arlberg-Kandahar
- Meilleur résultat : 3e place dans le slalom 1994 à Chamonix

## Famille
Thomas Sykora est le neveu de l'athlète et femme politique Liese Prokop et de la sportive Maria Sykora ainsi que le cousin de la handballeuse Karin Prokop.